# Comme è ddoce 'o mare
"Comme è ddoce 'o mare" (tradução em português : "Como é doce o mar") foi a canção italiana no  Festival Eurovisão da Canção 1991, interpretada em napolitano por Peppino di Capri. Foi a primeira vez em que a Itália enviou uma canção não cantada em italiano e a primeira vez que um país que organizou o evento enviou uma canção com uma letra numa língua minoritária. Foi a vigésima-segunda  e última canção a ser interpretada na noite do festival, a seguir à canção cipriota "S.O.S., interpretada por Elena Patroklou. A canção italiana terminou em sétimo lugar, tendo recebido 89 pontos. 

## Autores
- Autor:     Giampiero Artegiani
- Compositor:   Marcello Marocchi
- Orquestrador: Bruno Canfora

## Letra
A canção é uma balada em que se compara a beleza da amada do cantor com o oceano. Di Capri abre a canção explicando que "Apenas aqueles que não ficaram apaixonados/Não têm coração para cantar". Mais à frente. ele diz à sua amada, "Quando eu te chamo "Borboleta"/Voa e eu voarei contigo" e declara que "O amor é o que nós faz viver".